# Hr-Sinfonieorchester

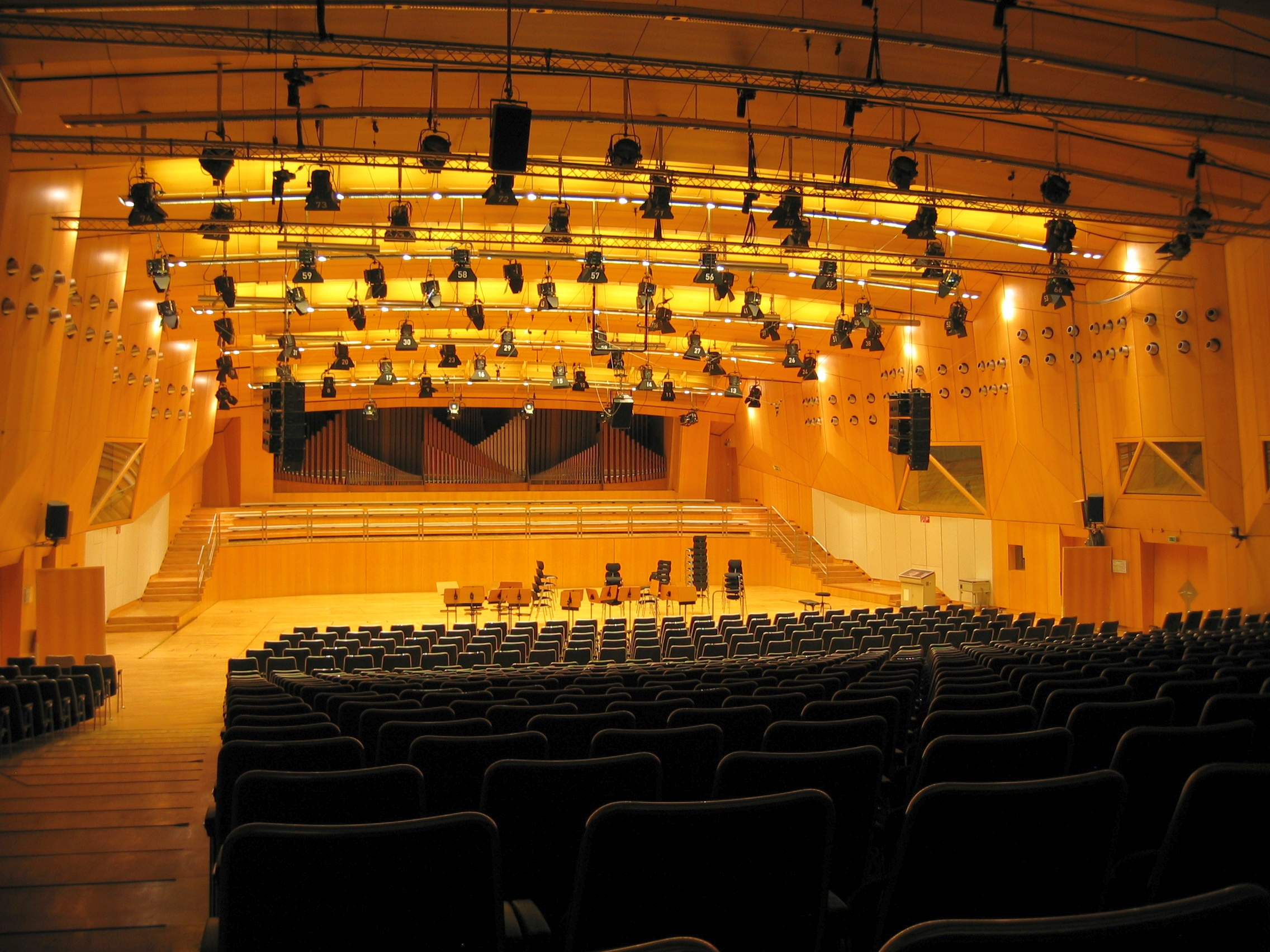
HR-Sendesaal. Sede de la orquesta

La hr-Sinfonieorchester es la orquesta de la Hessischer Rundfunk, la red de radiodifusión pública del estado alemán de Hesse. De 1929 a 1950 se llamaba Frankfurter Rundfunk-Symphonie-Orchester. De 1950 a 1971, la orquesta fue denominada Sinfonie-Orchester des Hessischen Rundfunks, desde entonces hasta 2005 Radio-Sinfonie-Orchester Frankfurt. Durante mucho tiempo la traducción al español fue Orquesta Sinfónica de la Radio de Frankfurt, y desde el año 2015, el nombre oficial internacional es Orquesta Sinfónica de la Radio de Frankfurt.
La gama de estilos musicales de la orquesta incluye el repertorio romántico clásico, los nuevos descubrimientos en música experimental, conciertos para niños y jóvenes y mantiene unos conceptos de programación muy exigentes.

## Historia

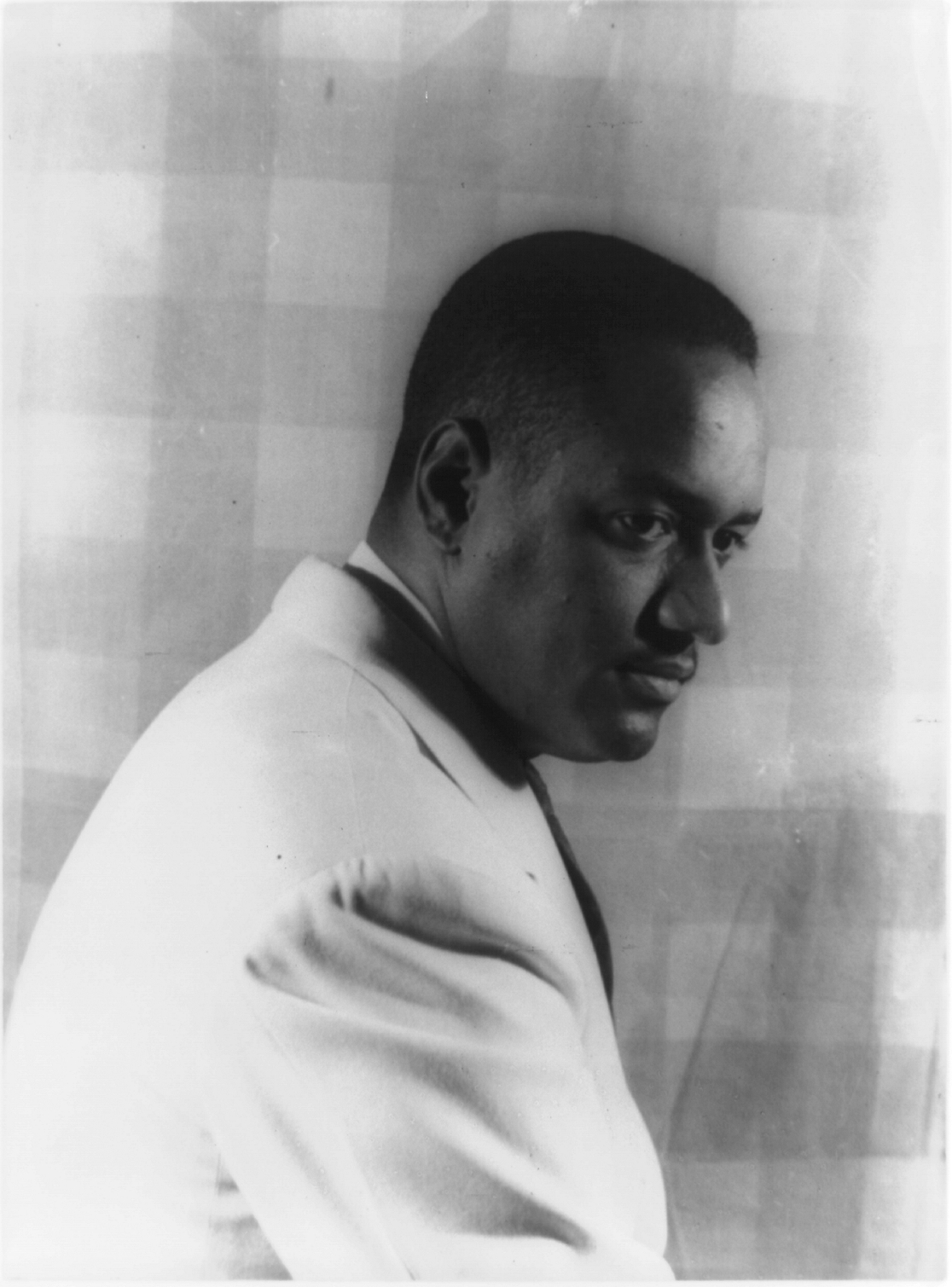
Dean Dixon (1941)

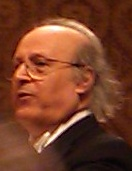
Eliahu Inbal

Hans Rosbaud, su primer director, puso su sello en la orientación de la orquesta hasta el año 1937 al enfocarse no solo en la música tradicional sino también en composiciones contemporáneas.
El vuelo de Lindbergh fue una pieza musical encargada especialmente para la Radio interpretada por la orquesta, con un texto de Bertolt Brecht y música de Paul Hindemith y Kurt Weill y producida por Ernst Hardt.

Después de la Segunda Guerra Mundial, Kurt Schröder y Winfried Zillig se comprometieron a reconstruir la orquesta y le dieron un amplio repertorio musical. Dean Dixon y Eliahu Inbal convirtieron al conjunto en una orquesta aclamada internacionalmente en las tres décadas entre 1961 y 1990. El prestigio de la orquesta se confirmaba repetidamente, especialmente durante la "Era Inbal", con apariciones especiales en todo el mundo y ediciones importantes de música grabada, como las primeras grabaciones de las versiones originales de la tercera, cuarta y octava sinfonía de Anton Bruckner, galardonadas con el Grand Prix du Disque y la primera grabación digital de todas las sinfonías de Gustav Mahler, que ganó el Deutscher Schallplattenpreis en 1988, se convirtió en una grabación de referencia en aquellos años, al conferir Inbal una gran unidad estilística al ciclo y dotarlo de un fuerte contenido contemplativo muy alejado de algunas versiones expresionistas de las sinfonías más dramáticas. Inbal, que fue director de orquesta desde 1974 hasta 1990, fue elegido su director laureado desde 1996. 

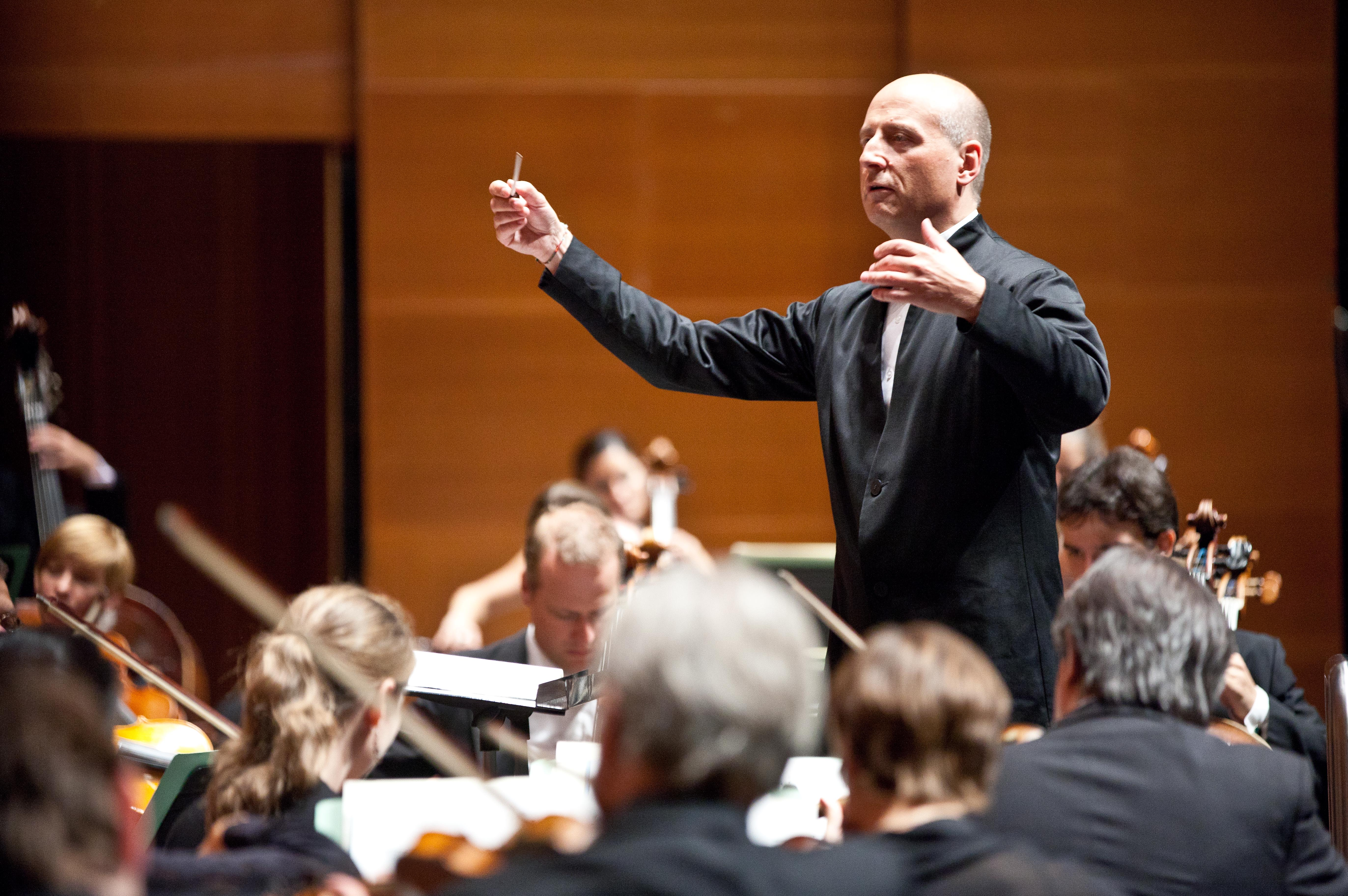
Paavo Järvi con la Frankfurter Rundfunk-Symphonie-Orchester

Entre 1990 y 1996, Dmitri Kitayenko fue director titular de la Orquesta Sinfónica de la Radio de Frankfurt. Su trabajo se centró en las tradiciones alemana y rusa, así como en los estilos modernos. Los conciertos para piano de Serguéi Prokófiev, con Vladímir Kráinev, y una serie de obras de Aleksandr Skriabin son solo dos de sus proyectos documentados en CD. Bajo Kitajenko, la Sinfónica de la Radio de Frankfurt realizó extensas giras a lugares como América del Sur, Suiza, Estados Unidos y Japón. Bajo la batuta del compositor español Cristóbal Halffter, se inició un proyecto en CD de sus obras orquestales completas, al igual que una serie de obras orquestales de la Segunda Escuela de Viena junto con las sinfonías de Robert Schumann y Brahms con Inbal. La ópera en un acto de Arnold Schönberg, Von heute auf morgen (De hoy a mañana), dirigida por Michael Gielen, fue estrenada como película dirigida por Jean-Marie Straub y Danièle Huillet y en CD.

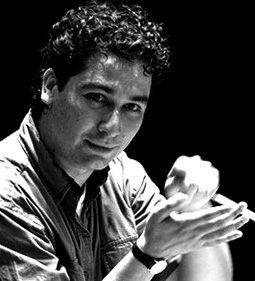
Andrés Orozco Estrada

El director de orquesta estadounidense Hugh Wolff fue director titular de la Orquesta Sinfónica de la Radio de Frankfurt desde 1997 hasta 2006. "Flexibilidad" y "variedad" fueron dos temas importantes en su trabajo con la orquesta. Wolff aplicó la experiencia de las prácticas de interpretación histórica a la orquesta sinfónica moderna, recuperando así el repertorio de los períodos clásico, temprano clásico y barroco, y enriqueciendo la literatura del conjunto en aspectos más contemporáneos. El éxito de unas interpretaciones emocionantes y una programación inusualmente versátil fueron las marcas de la colaboración de la Orquesta Sinfónica de la Radio de Frankfurt y Hugh Wolff. Este éxito se reflejó en la documentación de proyectos de conciertos que van mucho más allá del estado de Hesse y que resultaron en apariciones especiales en Europa, Asia y América del Norte.
El estonio Paavo Järvi, considerado una de las principales batutas actuales, ocupó el cargo de director musical de la Orquesta Sinfónica de la Radio de Frankfurt desde 2006 hasta 2013 y asumió el cargo de director laureado al comienzo de la temporada 2013-2014. Paavo Järvi enriqueció la orquesta con nuevos aspectos musicales: por ejemplo, a través de su compromiso con el repertorio nórdico y la gran literatura romántica y posromántica. Paavo Järvi ha disfrutado de un éxito continuo con la Orquesta Sinfónica de la Radio de Frankfurt a nivel internacional y juntos han trabajado intensamente para producir un extenso catálogo de grabaciones aclamadas por la crítica, que incluyen las obras de Brahms, Ein deutsches Requiem, Conciertos para piano n. ° 1 y n. ° 2 ( con Nicholas Angelich), los Conciertos para violonchelo de Dvořák y Herbert (con Gautier Capuçon), que recibió el ECHO Klassik, así como Trauermusik y Der Schwanendreher de Hindemith (con Antoine Tamestit) y el Concierto para violín (con Frank Peter Zimmermann), que fue galardonado con el Preis der deutschen Schallplattenkritik. También recibieron el Preis der deutschen Schallplattenkritik, premio de elección trimestral de críticos por sus grabaciones de los Conciertos para violín de Mendelssohn y Schumann (con Christian Tetzlaff). Otras grabaciones adicionales incluyen la Sinfonía n.º 2 y movimientos sinfónicos seleccionados de Mahler, los Conciertos para piano de Mozart, K. 467 y K. 595 (con Lars Vogt), la Sinfonía n.º 1 de Hans Rott, los Conciertos para piano de Shostakovich (con Alexander Toradze) y Erkki, la Sinfonía n.º 7 de Sven Tüür y su Concierto para piano (con Laura Mikkola), así como un CD con piezas de Kagel, Furrer, Widmann y Ruzicka. Paavo Järvi y la Orquesta Sinfónica de la Radio de Frankfurt también han grabado ciclos completos de Bruckner y Nielsen en CD y un ciclo completo de Mahler en DVD, que es una de las referencias actuales de la interpretación de esas obras.
El director colombiano Andrés Orozco Estrada es el nuevo director musical de la orquesta desde la temporada 2014-2015.

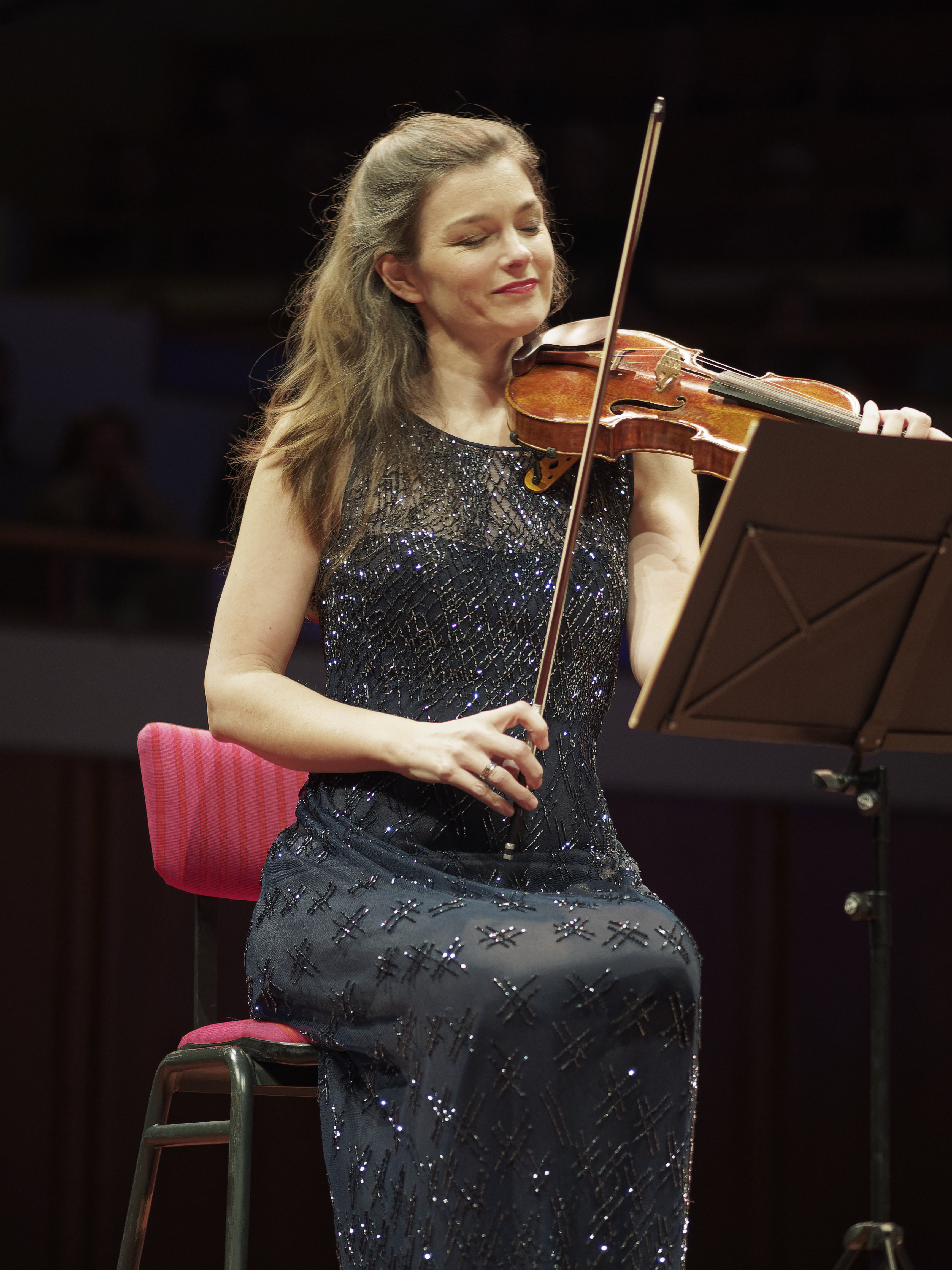
Janine Jansen

## Principales directores musicales
- 1929-1937 Hans Rosbaud
- 1937-1945 Otto Frickhoeffer
- 1946-1953 Kurt Schröder
- 1955-1961 Otto Matzerath
- 1961-1974 Dean Dixon
- 1974-1990 Eliahu Inbal
- 1990-1997 Dmitri Kitayenko
- 1997-2006 Hugh Wolff
- 2006-2013 Paavo Järvi
- 2014–2021 Andrés Orozco Estrada
- 2021-presente Alain Altinoglu

## Artistas en residencia
Desde 2007 hay un artista en residencia para cada temporada. Los artistas son seleccionados e invitados por el director respectivo y algunos otros miembros de la orquesta. Los artistas realizan varios conciertos con la orquesta durante la temporada.

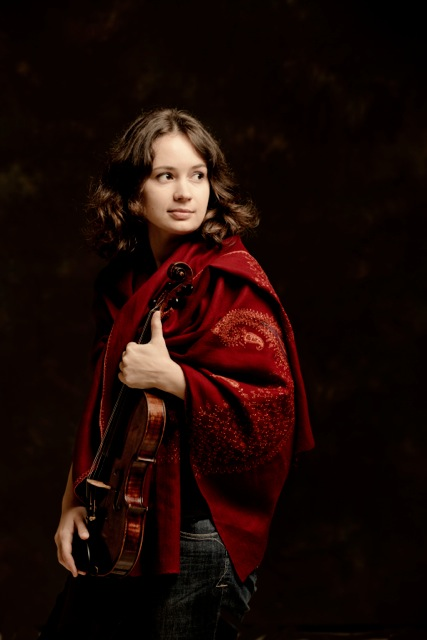
Patricia Kopatchinskaja

Los artistas en orden cronológico han sido:
- 2007/8  Christine Schäfer (Soprano)
- 2008/9 Christian Tetzlaff (Violín)
- 2009/10 Matthias Goerne (Barítono)
- 2010/11 Janine Jansen (Violín)
- 2011/12 Alisa Weilerstein (Chelo)
- 2012/13 Fazıl Say (Piano)
- 2013/14 Christiane Karg (Soprano)
- 2014/15 Patricia Kopatchinskaja (Violín)
- 2015/16 Martin Grubinger (Percusión)
- 2016/17 François Leleux (Oboista, Director)

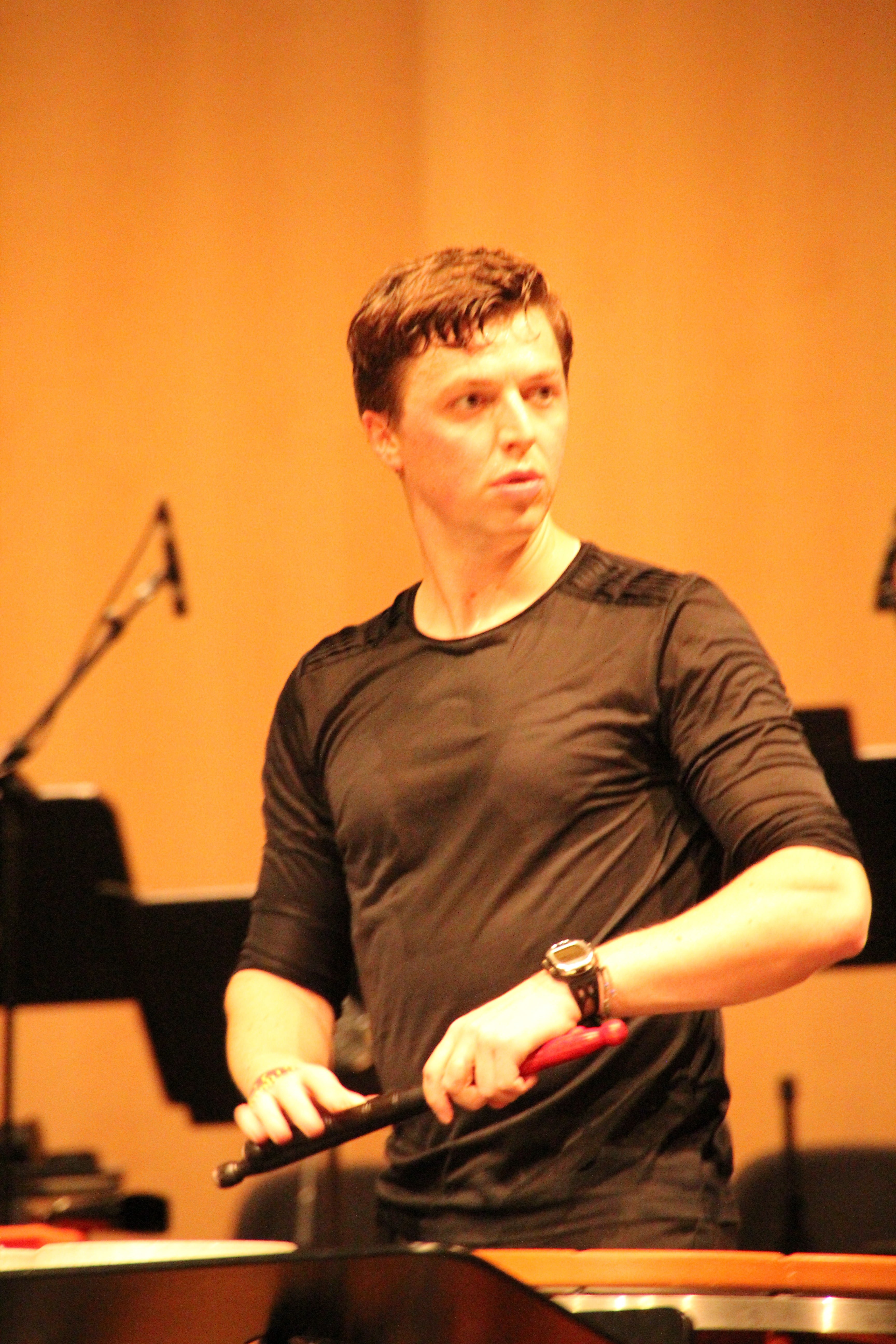
Martin Grubinger

- 2017/18 Antoine Tamestit (Viola)

## Estrenos y primeras audiciones
- Paul Hindemith: 3 Anekdoten für Radio, drei Stücke für Klarinette, Trompete, Violine, Kontrabass und Klavier (20. Febrero 1926)
- Paul Hindemith: Kammermusik Nr. 7 (8. Enero 1928)
- Kurt Weill: Berliner Requiem (22. Mayo 1929)
- Arnold Schönberg: Begleitmusik zu einer Lichtspielszene (28. Abril 1930)
- Richard Strauss: Kampf und Sieg (28. Abril 1930)
- Béla Bartók: 2. Klavierkonzert mit dem Komponisten am Klavier (23. Enero 1933)
- Karl Amadeus Hartmann: Sinfonisches Fragment (Versuch eines Requiems) (28. Mayo 1948)
- Arnold Schönberg: Violinkonzert (En Alemania; 25. Junio 1949)
- Wolfgang Fortner: Der Wald (25. Junio 1953)
- Boris Blacher: Abstrakte Oper Nr. 1 (28. Junio 1953)
- Hans Werner Henze: Quattro poemi (31. Mayo 1955)
- Ernst Krenek: Capriccio für Violoncello und Kammerorchester (31. Mayo 1955)
- Olivier Messiaen: Hymne au Saint Sacrement (En Alemania; 31. Mayo 1955)
- Hans Werner Henze: Fünf neapolitanische Lieder (26. Mayo 1956)
- Luigi Nono: Diario polacco 1958 (2. Septiembre 1959)
- Karl Amadeus Hartmann: Gesangsszene (13. Noviembre 1964)
- Edgar Varèse: Ecuatorial (En Alemania; 1. Septiembre 1966)
- Johann Sebastian Bach: Kunst der Fuge en arreglo de Hermann Scherchen (En Alemania; 5. Abril 1968)
- Nicolaus A. Huber: Parusie (1968, Darmstädter Ferienkurse)
- Helmut Lachenmann: Air (1. Noviembre 1969)
- Morton Feldman: First Principles (En Alemania; 4. Septiembre 1970)
- Gustav Mahler: Das klagende Lied (3-teilige Fassung) (En Alemania; 11. Marzo 1972)
- Charles Ives: The Celestial Country (En Europa; 14. Febrero 1975)
- Anton Bruckner: 4. Sinfonie (Primera versión; 1. Oktober 1977)
- Claude Debussy: Fragment La chute de la maison Usher (1. Diciembre 1977)
- Rolf Riehm: Tänze aus Frankfurt (20. Marzo 1981)
- Walter Zimmermann: Ländler-Topographien (20. Marzo 1981)
- Hubert Stuppner: Palinodie Nr. 2 – ein Walzertraum (En Alemania; 20. Marzo 1981)
- Morton Feldman: Violin and Orchestra (12. April 1984)
- Giacinto Scelsi: Konx-om-pax und Pfhat (6. Febrero 1986)
- Mathias Spahlinger: inter-mezzo – concertato non concertabile tra pianoforte e orchestra (11. Marzo 1988)
- John Cage: Sixty-eight for Orchestra (6. Noviembre 1992)
- Karlheinz Stockhausen: Punkte (5. Febrero 1993; dirigida por Stockhausen)
- Mike Mantler: One Symphony (13. Noviembre 1998)
- Erkki-Sven Tüür: Violinkonzert (16. Septiembre 1999)
- Elliott Sharp: Calling (5. Julio 2002)
- Helmut Lachenmann: Schreiben (19. Agosto 2004)
- Erkki-Sven Tüür: Klavierkonzert (22. November 2006)
- Jörg Widmann: Antiphon (27. Febrero 2008)
- Elliott Carter: Cellokonzert (En Europa; 4. Junio 2009)
- Erkki-Sven Tüür: 7. Sinfonie für Chor und Orchester (18. Junio 2009)
- Jens Joneleit: Adagio (29. Marzo 2012)
- Peter Ruzicka: Clouds (23. Agosto 2012)
- Jukka Tiensuu: Voice verser (31. Octubre 2012)
- Erhard Grosskopf: KlangWerk 11 (26. Abril 2013)
- Friedrich Cerha: Tagebuch (5. Febrero 2014)
- Atsuhiko Gondai: Falling Time to the End (4. Noviembre 2015)
- Bernhard Gander: bloodbeat (13. Agosto 2016)
- Marko Nikodijević: ABSOLUTIO – Postludium für Orchester (30. Septiembre 2016)
- Michael Jarrell: Aquateinte – Konzert für Oboe und Orchester (13. Octubre 2016)
- Vladimir Tarnopolski: Be@thoven – Invocation (10. Septiembre 2017)